# Geopora cervina
Geopora cervina är en svampart som först beskrevs av Josef Velenovský, och fick sitt nu gällande namn av Trond Schumacher 1979. Geopora cervina ingår i släktet Geopora och familjen Pyronemataceae.   Inga underarter finns listade i Catalogue of Life.